# Lista de insígnias estaduais, distritais e territoriais dos Estados Unidos
A tabela a seguir exibe a bandeira oficial, o selo e o brasão dos 50 estados, do distrito federal, os 5 territórios habitados, e o governo federal dos Estados Unidos.

## Tabela
| Jurisdição                | Bandeira | Selo     | Brasão de armas |
| ------------------------- | -------- | -------- | --------------- |
| Alabama                   | Detalhes | Detalhes | Detalhes        |
| Alasca                    | Detalhes | Detalhes | —               |
| Arizona                   | Detalhes | Detalhes | —               |
| Arkansas                  | Detalhes | Detalhes | —               |
| Califórnia                | Detalhes | Detalhes | —               |
| Colorado                  | Detalhes | Detalhes | Detalhes        |
| Connecticut               | Detalhes | Detalhes | Detalhes        |
| Delaware                  | Detalhes | Detalhes | Detalhes        |
| Flórida                   | Detalhes | Detalhes | —               |
| Geórgia                   | Detalhes | Detalhes | —               |
| Havaí                     | Detalhes | Detalhes | Detalhes        |
| Idaho                     | Detalhes | Detalhes | —               |
| Illinois                  | Detalhes | Detalhes | —               |
| Indiana                   | Detalhes | Detalhes | —               |
| Iowa                      | Detalhes | Detalhes | —               |
| Kansas                    | Detalhes | Detalhes | —               |
| Kentucky                  | Detalhes | Detalhes | —               |
| Luisiana                  | Detalhes | Detalhes | —               |
| Maine                     | Detalhes | Detalhes | Detalhes        |
| Maryland                  | Detalhes | Detalhes | Detalhes        |
| Massachusetts             | Detalhes | Detalhes | Detalhes        |
| Michigan                  | Detalhes | Detalhes | Detalhes        |
| Minnesota                 | Detalhes | Detalhes | —               |
| Mississippi               | Detalhes | Detalhes | Detalhes        |
| Missouri                  | Detalhes | Detalhes | Detalhes        |
| Montana                   | Detalhes | Detalhes | —               |
| Nebraska                  | Detalhes | Detalhes | —               |
| Nevada                    | Detalhes | Detalhes | —               |
| Nova Hampshire            | Detalhes | Detalhes | —               |
| Nova Jérsei               | Detalhes | Detalhes | Detalhes        |
| Novo México               | Detalhes | Detalhes | —               |
| Nova Iorque               | Detalhes | Detalhes | Detalhes        |
| Carolina do Norte         | Detalhes | Detalhes | —               |
| Dakota do Norte           | Detalhes | Detalhes | Detalhes        |
| Ohio                      | Detalhes | Detalhes | Detalhes        |
| Oklahoma                  | Detalhes | Detalhes | —               |
| Óregon                    | Detalhes | Detalhes | —               |
| Pensilvânia               | Detalhes | Seal     | Detalhes        |
| Rhode Island              | Detalhes | Detalhes | Detalhes        |
| Carolina do Sul           | Detalhes | Detalhes | —               |
| Dakota do Sul             | Detalhes | Detalhes | —               |
| Tennessee                 | Detalhes | Detalhes | —               |
| Texas                     | Detalhes | Detalhes | Detalhes        |
| Utah                      | Detalhes | Detalhes | —               |
| Vermont                   | Detalhes | Detalhes | Detalhes        |
| Virgínia                  | Detalhes | Detalhes | —               |
| Washington                | Detalhes | Detalhes | —               |
| Virgínia Ocidental        | Detalhes | Detalhes | —               |
| Wisconsin                 | Detalhes | Detalhes | Detalhes        |
| Wyoming                   | Detalhes | Detalhes | —               |
| Distrito de Colúmbia      | Detalhes | Detalhes | —               |
| Samoa Americana           | Detalhes | Detalhes | —               |
| Guam                      | Detalhes | Detalhes | —               |
| Ilhas Marianas do Norte   | Detalhes | Detalhes | —               |
| Porto Rico                | Detalhes | Detalhes | Detalhes        |
| Ilhas Virgens Americanas  | Detalhes | Detalhes | —               |
| Estados Unidos da América | Detalhes | Detalhes | Detalhes        |

## Maiores tribos nativas americanas
Esta não é uma lista de tribos reconhecidas federalmente completa, e representa apenas alguns dos maiores em população e da área de terreno reservada. Veja os links da Wikimedia acima para mais símbolos dos Povos nativos dos Estados Unidos.
| Nomes comuns e oficiais | Bandeira | Selo     |
| ----------------------- | -------- | -------- |
| Nação Navajo            | Detalhes | Detalhes |
| Nação Cherokee          | Detalhes | Detalhes |
| Nação Choctaw           | Detalhes | Detalhes |
| Nação Hopi              | Detalhes | Detalhes |
| Confederação Iroquesa   | Detalhes | Detalhes |
| Nação Osage             | Detalhes | Detalhes |

## Selos históricos

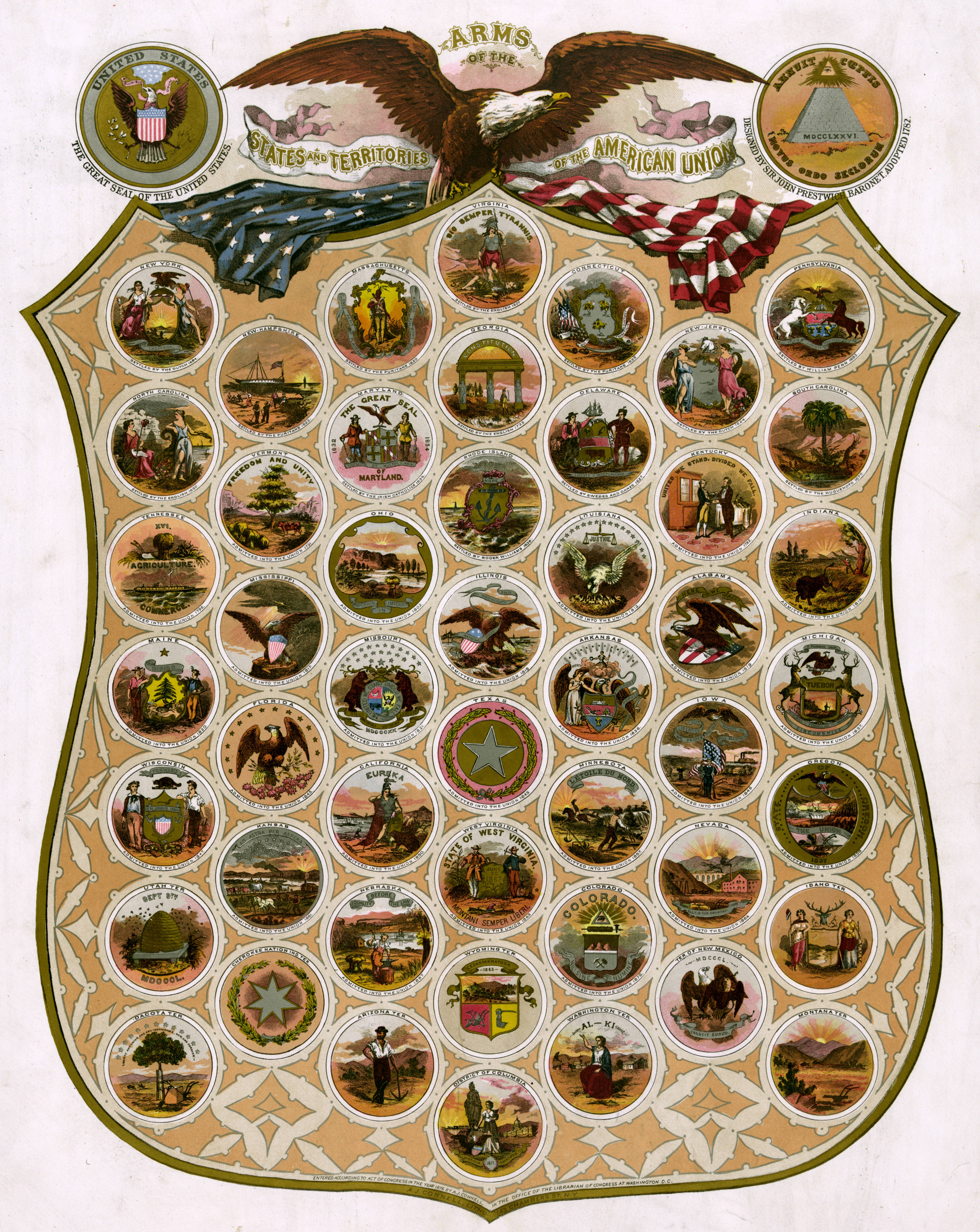
Selos dos estados, territórios e distrito federal dos EUA em 1876
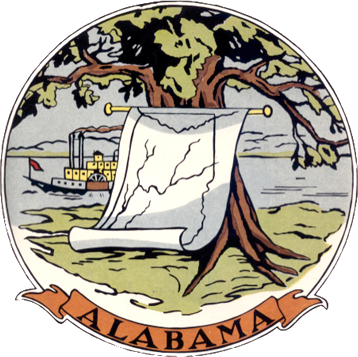
Grande Selo do Alabama (1817–1868)
Grande Selo do Alabama (1868–1939)
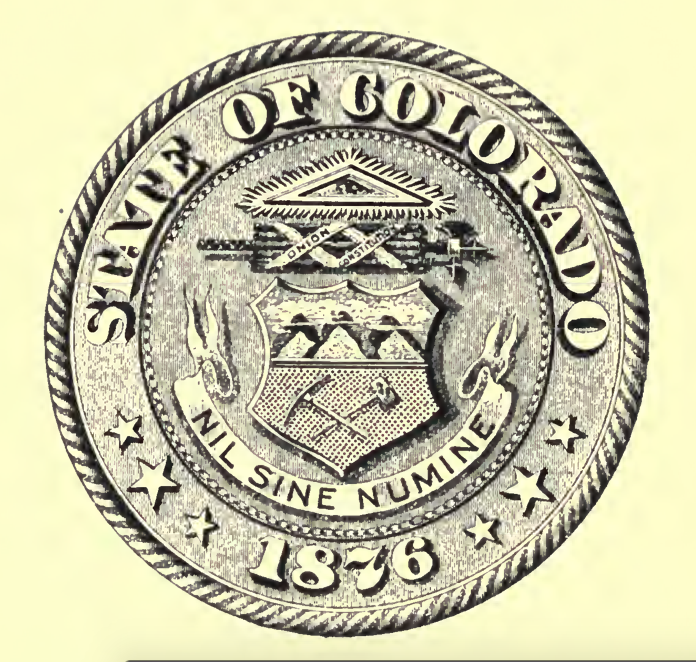
Selo do Estado do Colorado, 1876
Selo do Território do Havaí (1898–1959)
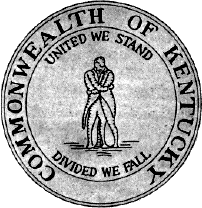
Selo do Kentucky (1793-1812)
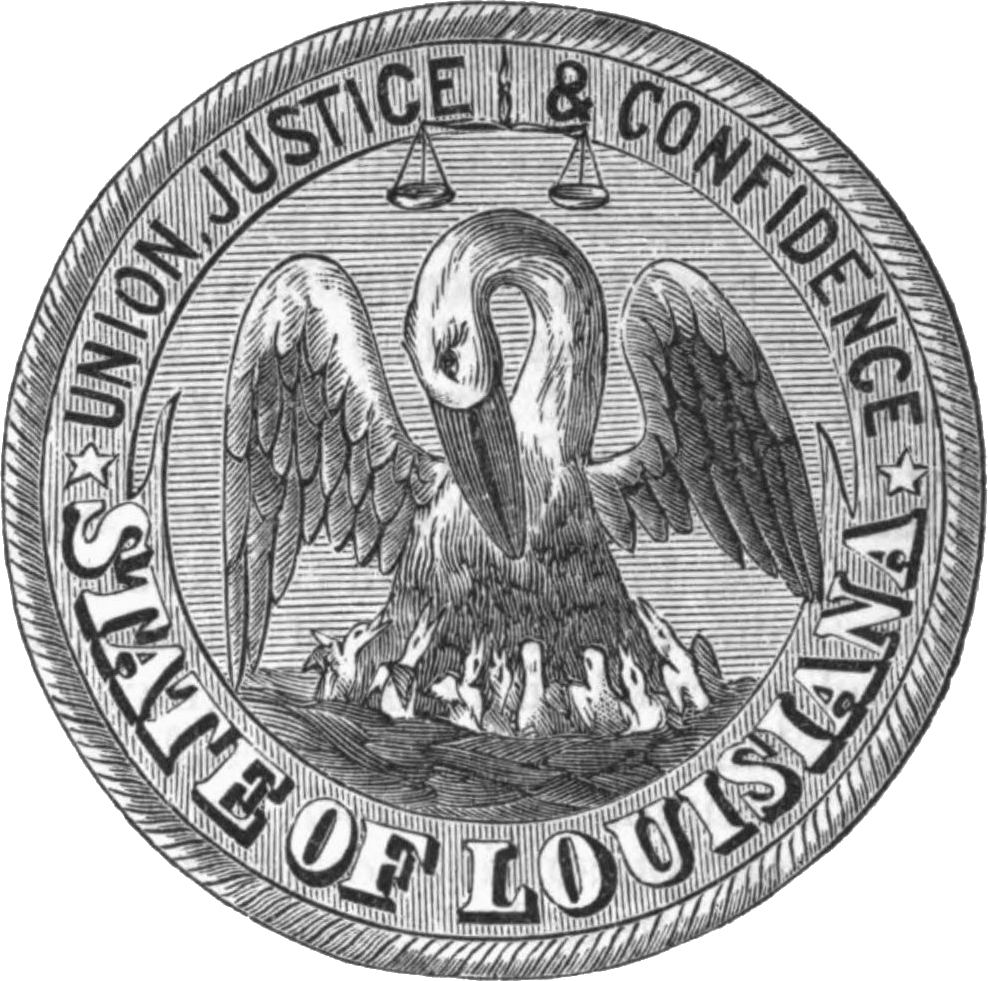
Selo da Louisiana (1802–1879)
Selo da Louisiana (1879–2010)
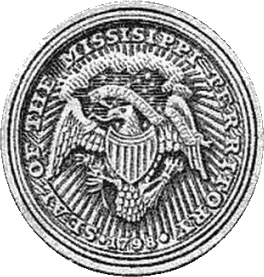
Selo do Território do Mississippi (1798-1817)
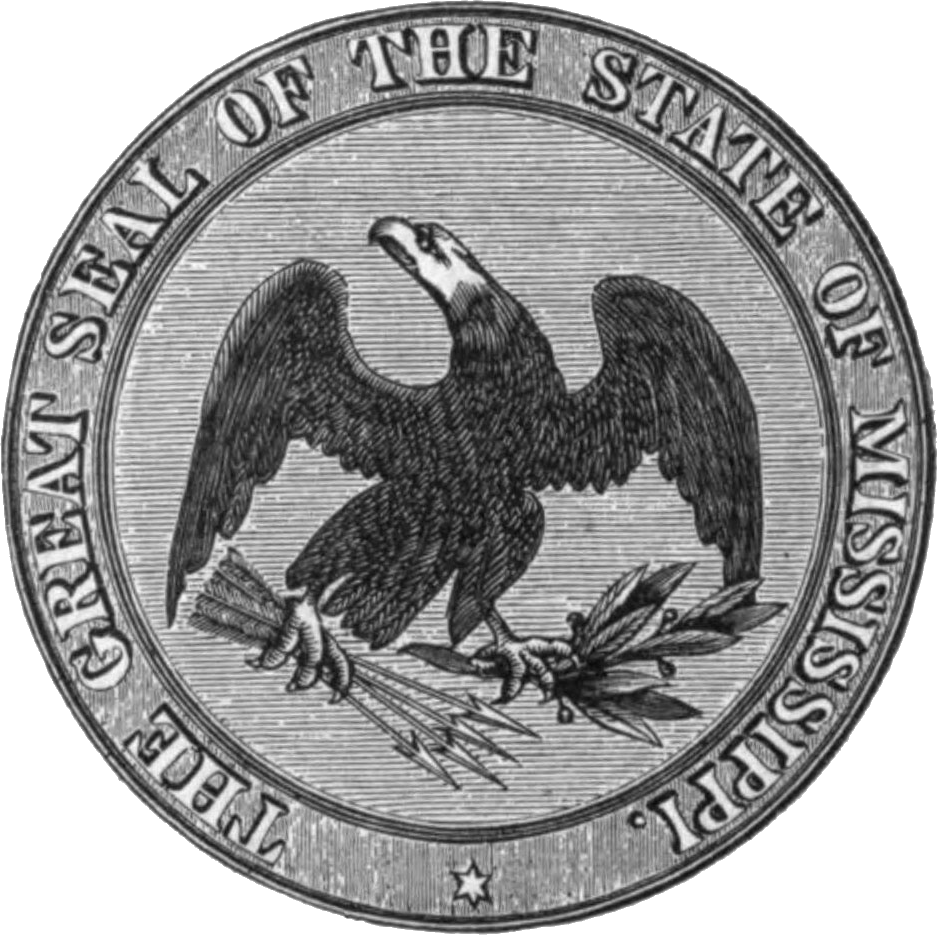
Selo do Mississippi (1818-1879)
Selo do Mississippi (1879-2014)
Grande Selo da Carolina do Norte (1971–1984)
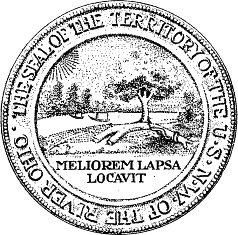
Selo do Território do Noroeste (1788–1802)
Grande Selo de Ohio (1967-1996)
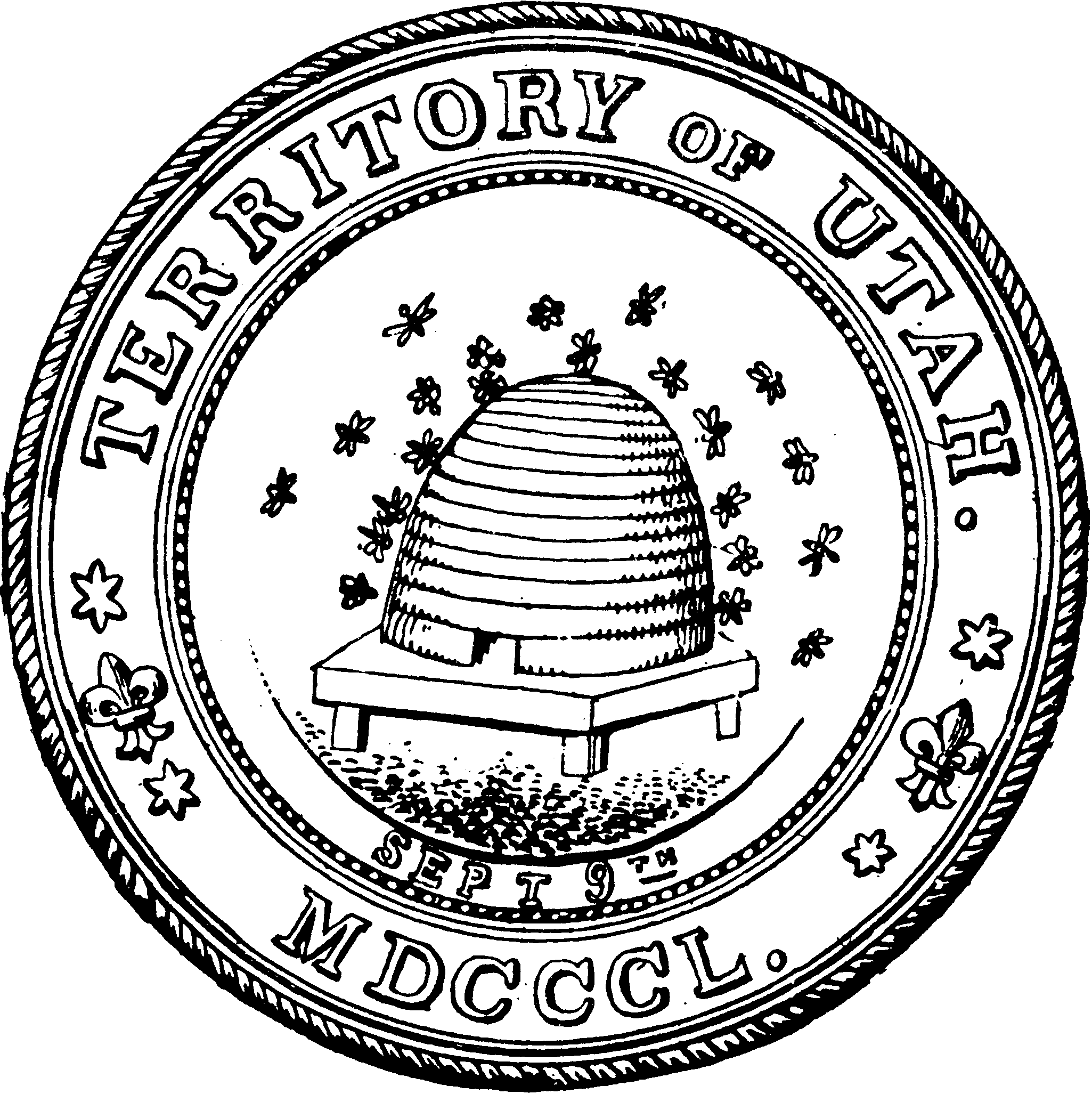
Selo do Território de Utah (1850–1896)
Selo do Governo Insular das Ilhas Filipinas (1905–1935)
Selo Territorial da Zona do Canal do Panamá (1908-1979)